# Arxiduc d'Àustria
El títol d'arxiduc d'Àustria (femení: Arxiduquessa; alemany: Erzherzog, forma femenina: Erzherzogin) va ser el títol que van rebre des de 1358 els governants dels Habsburg de l'Arxiducat d'Àustria, i més tard per tots els membres alts d'aquesta dinastia. Denota un rang dins de l'antic Sacre Imperi Romanogermànic (962–1806), que estava per sota del d'Emperador i Rei, aproximadament igual al Gran Duc, però per sobre del de Príncep i Duc.
L'Arxiducat d'Àustria fou un dels estats que conformaven el Sacre Imperi Romanogermànic. Des de l'any 1918, la república d'Àustria anul·là de cara a la legalitat la dignitat imperial i el títol d'arxiduc, prohibit encara avui al país centreeuropeu. Al llarg dels segles diverses han estat les branques de la casa d'Àustria que han ostentat el tractament d'arxiduc d'Àustria:
- En primer lloc, la branca principal de la Casa d'Àustria, aquella que emana del cap de la casa d'Habsburg.
- En segon lloc, la branca dels Àustria-Teschen que descendeixen de l'arxiduc Carles Lluís d'Àustria i que s'originà l'any 1822.
- En tercer lloc, la branca palatina d'Hongria que descendeixen de l'arxiduc Josep Antoni d'Àustria, nomenat palatí d'Hongria l'any 1799.
- En quart lloc cal destacar a tots aquells prínceps d'altres països que també tenen dret a portar el títol d'arxiduc d'Àustria, aquests prínceps originaris del Ducat de Mòdena, des del segle xix, o del Gran Ducat de Toscana des del 1790, porten el títol d'arxiducs d'Àustria en tant que prínceps de la Casa d'Àustria i per pertànyer a les branques menors dels Àustria-Este o Àustria-Toscana.

Finalment, cal destacar que diferents membres de la Casa d'Àustria se'ls hi concedí títols de noblesa a conseqüència de contraure matrimonis desiguals, aquest és el cas de les descendències de l'arxiduc Joan d'Àustria i de l'arxiduc Francesc Ferran d'Àustria la descendència dels quals porten els títols de comtes de Meran i ducs de Hohenberg respectivament.